# Józef Minkina

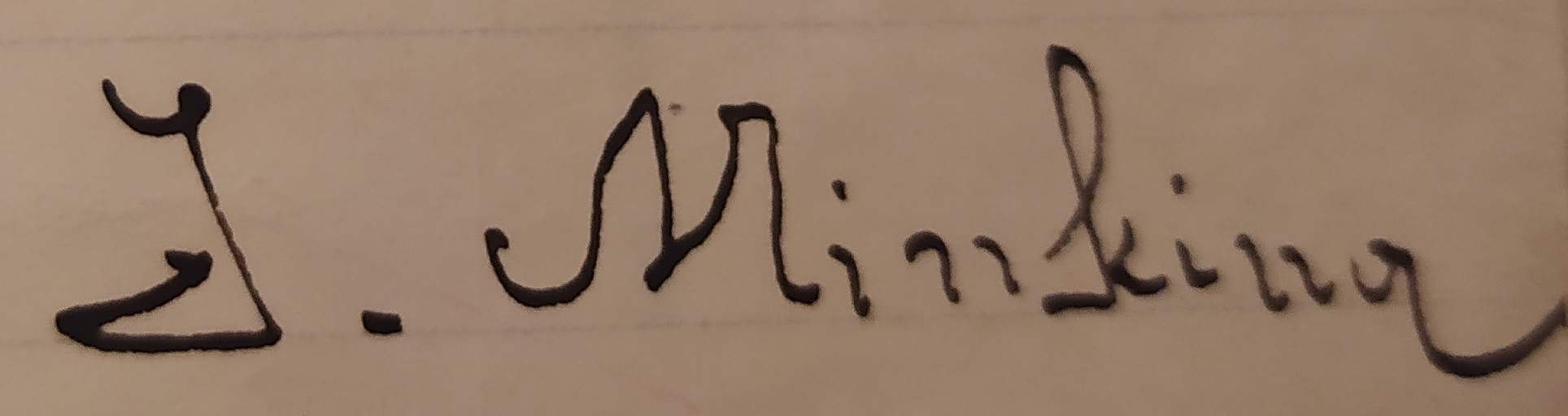
Podpis kpt. Józefa Minkiny.

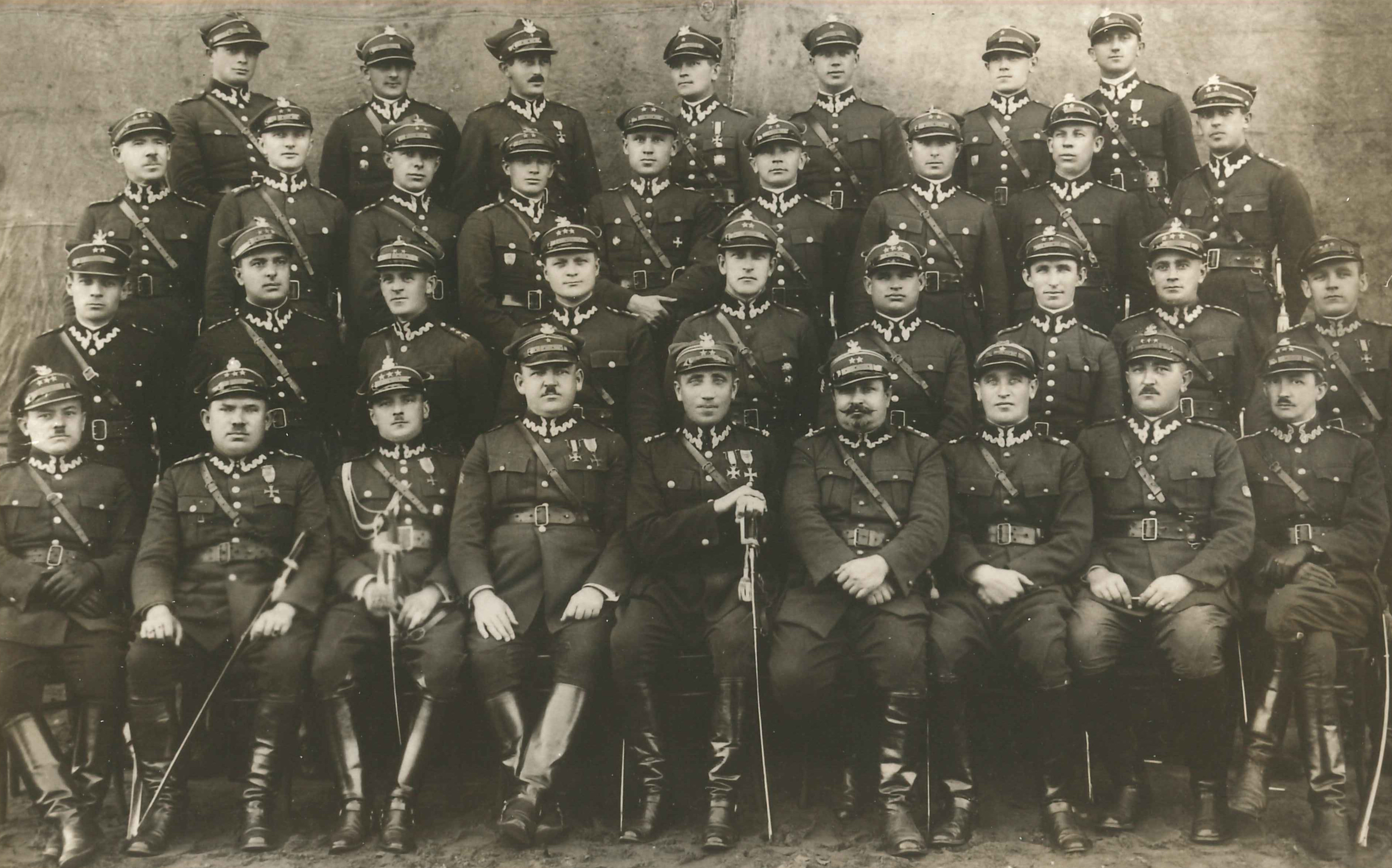
Kadra oficerska 14 pułku piechoty w II połowie 1928 roku. Od prawej siedzą: kpt. Stanisław Pietrzyk, kpt. Emil Zawisza, mjr Julian Czubryt, ppłk lek. Ewaryst Wąsowski, ppłk Ignacy Misiąg, mjr Mikołaj Świderski, kpt. Stanisław Trojan, kpt. Ludwik Wlazełko i kpt. Józef Tkaczyk. Pośrodku I rzędu od góry stoi ppor. Józef Minkina.

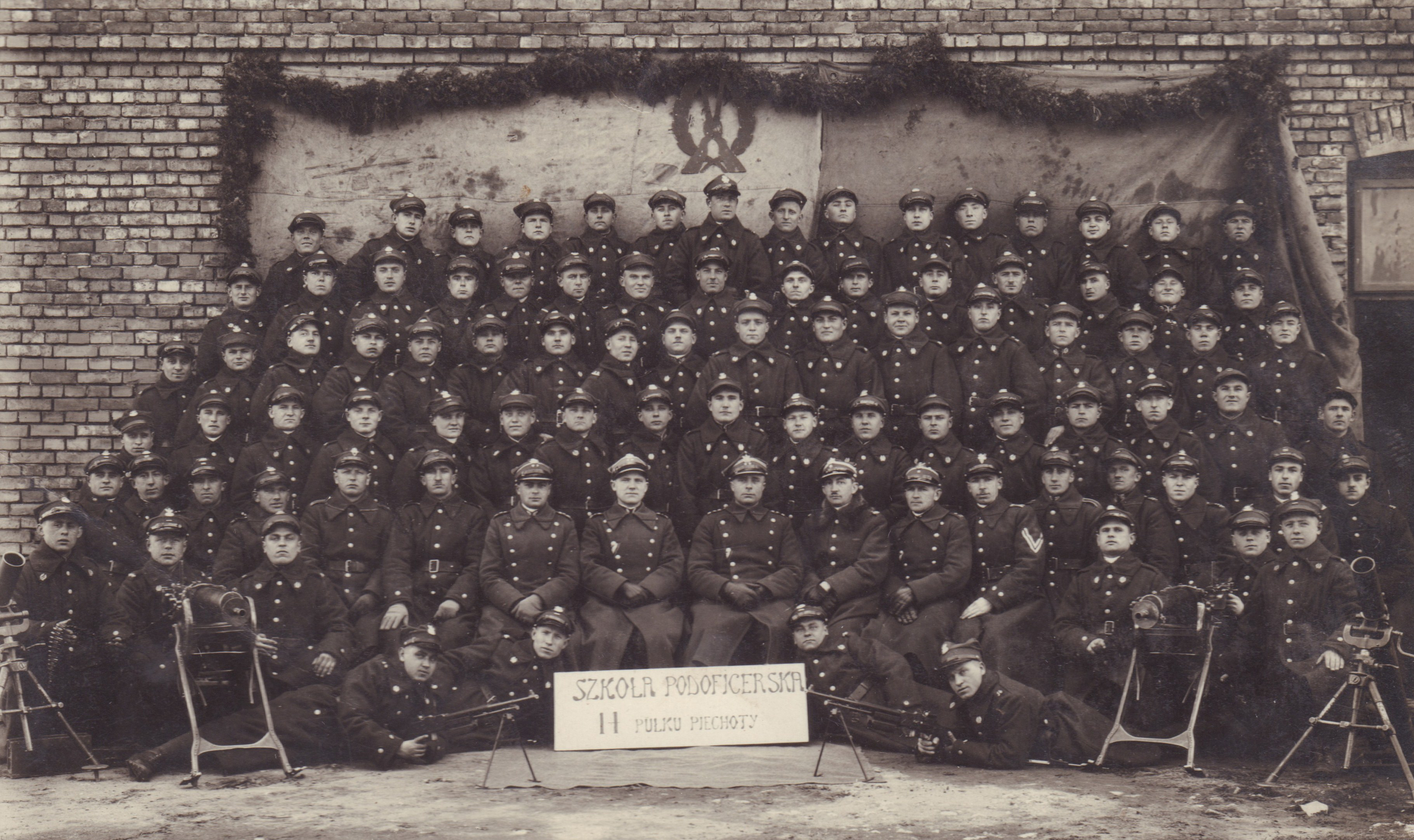
Szkoła Podoficerska 14 pp w 1930 roku. Od prawej siedzą: 7 – ppor. Józef Minkina, 8 – mjr Stanisław Pietrzyk, 9 – ppłk Franciszek Sudoł, 10 – por. Wacław Fabijanowski, 11 – por. Konstanty Biesiekierski.

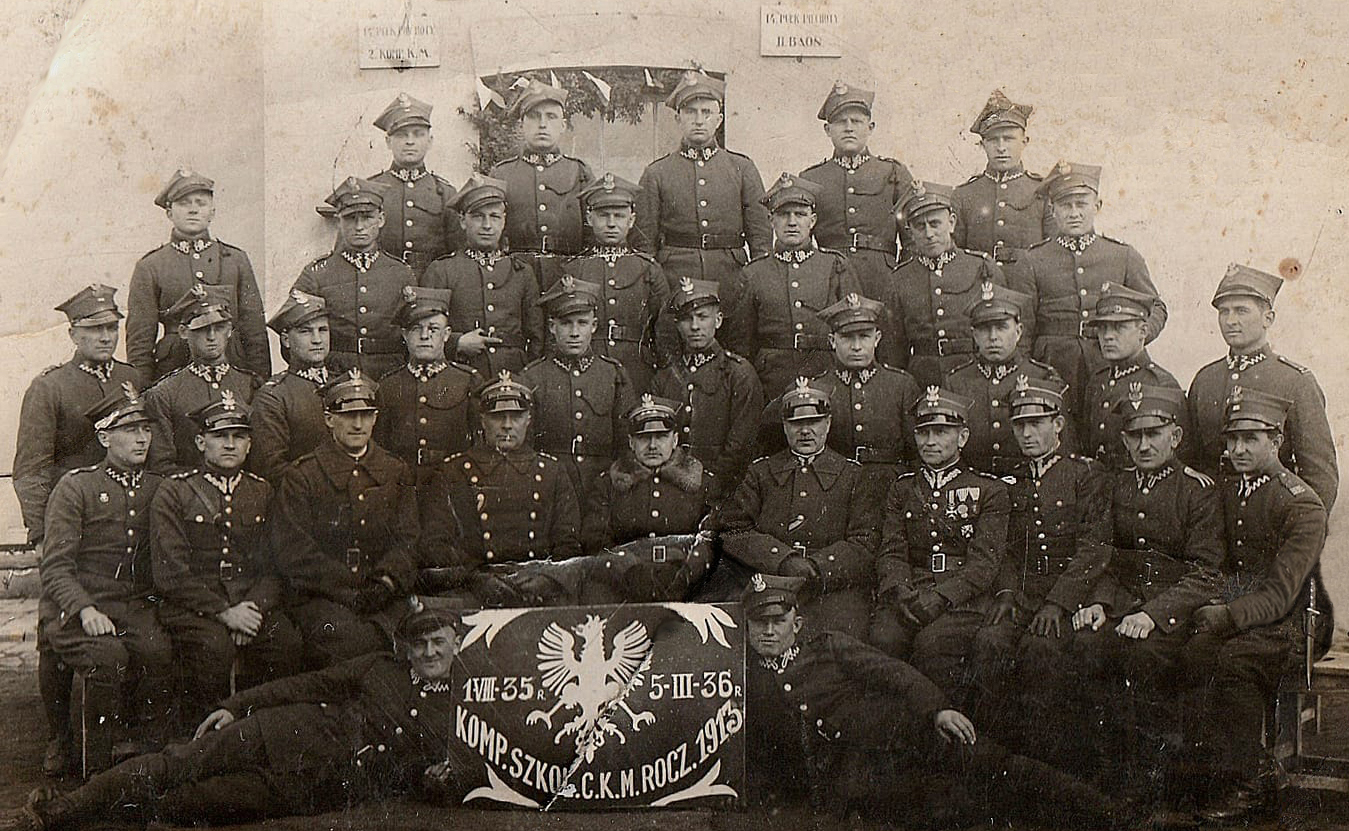
Kompania szkolna ckm 14 pp w dniu 5 marca 1936. Siedzą od prawej: 3 – ppor. Czesław Omielanowicz, 4 – por. Józef Minkina, 5 – ppłk Adam Werschner, 7 – ppłk Franciszek Sudoł, 8 – mjr Aleksander Fiszer, 9 – por. Stanisław Domagalski.

Józef Minkina (ur. 28 stycznia 1900 w Piotrkowie Trybunalskim, zm. w lipcu 1941 w Berlinie) – kapitan piechoty Wojska Polskiego, kawaler Orderu Virtuti Militari.

## Życiorys
Urodził się w Piotrkowie Trybunalskim jako syn Jana i Józefy Miniszewskiej. W roku 1914 ukończył w Pabianicach szkołę miejską, odpowiadającą czterem klasom szkoły średniej. Następnie, wobec faktu zamknięcia w czasie wojny szkół w zaborze rosyjskim, pobierał wykształcenie domowe.
W dniu 13 lutego 1919 r. wstąpił ochotniczo w Łodzi do formującego się 28 pułku piechoty. W szeregach tego pułku brał udział w wojnie polsko-ukraińskiej i polsko-bolszewickiej. Awansowany do rangi kaprala, wyróżnił się podczas walk toczonych przez 28 pułk Strzelców Kaniowskich w czerwcu 1920 roku. W dniu 2 czerwca tr. w czasie walk toczonych pod wsiami Borowoje i Ozierany, na czele swej sekcji wziął udział w kontrataku 9 kompanii 28 pSK i zdobył bolszewickie okopy, wypierając z nich nieprzyjaciela. Dwa dni później podczas ataku swej kompanii na wsie Łabudzie i Stachowicze, wykazał się walecznością zdobywając 3 karabiny maszynowe oraz dużo innego materiału wojennego (w tym wóz ze sprzętem telefonicznym, kancelarią i amunicją). W dniu 13 czerwca 1920 r. w czasie ataku 9 kompanii na wieś Spigalszczyzna, jako pierwszy wpadł do wsi wypierając z niej wroga. Za te czyny odznaczony został Krzyżem Srebrnym Orderu Wojennego Virtuti Militari. Będąc podoficerem zawodowym nadal służył w 28 pułku Strzelców Kaniowskich. W 1926 roku skierowany został do Szkoły Podchorążych dla Podoficerów w Bydgoszczy, którą ukończył po dwuletnim kursie.
Zarządzeniem Prezydenta Rzeczypospolitej Ignacego Mościckiego został mianowany na stopień podporucznika, ze starszeństwem z dniem 15 sierpnia 1928 roku i 33. lokatą w korpusie oficerów piechoty. Zarządzeniem Ministra Spraw Wojskowych – marszałka Józefa Piłsudskiego, został wcielony do 14 pułku piechoty, w którym pełnił służbę do 1937 roku.
W roku 1930 zajmował 72. lokatę łączną pośród podporuczników korpusu piechoty (była to nadal 33. lokata w starszeństwie). Zarządzeniem Prezydenta Rzeczypospolitej opublikowanym w dniu 3 grudnia 1930 r. został awansowany do rangi porucznika piechoty, ze starszeństwem z dniem 1 stycznia 1931 r. i 45. lokatą. W roku 1932 zajmował nadal 45. lokatę wśród poruczników piechoty w swoim starszeństwie, a na dzień 1 lipca 1933 r. – 1628. lokatę łączną pośród poruczników piechoty (była to jednocześnie 42. lokata w starszeństwie). W dniu 5 czerwca 1935 r. Józef Minkina zajmował już 1150. lokatę pośród wszystkich poruczników korpusu piechoty (była to zarazem 39. lokata w starszeństwie).
Pełniąc służbę we włocławskim 14 pułku piechoty zajmował stanowiska: młodszego oficera szkolnej kompanii karabinów maszynowych (we wrześniu 1930 roku), dowódcy 8 kompanii strzeleckiej (we wrześniu 1933 r.), dowódcy 3 kompanii ckm (we wrześniu 1934 roku) oraz dowódcy 2 kompanii ckm (we wrześniu 1936 roku). Udzielał się aktywnie w życiu społecznym miasta Włocławka. Pełnił między innymi funkcję członka komisji rewizyjnej sekcji kajakarskiej Koła Przyjaciół Harcerstwa.
Awansowany do stopnia kapitana został ze starszeństwem z dniem 1 stycznia 1936 roku i 351. lokatą w korpusie oficerów piechoty. Zarządzeniem Prezesa Rady Ministrów z dnia 19 marca 1936 r. odznaczony został Srebrnym Krzyżem Zasługi – za zasługi w służbie wojskowej.

## Służba w Korpusie Ochrony Pogranicza[d]
Następnie został przeniesiony z 14 pp do Korpusu Ochrony Pogranicza i w grudniu 1937 r. przybył do batalionu KOP „Podświle” (pułk KOP „Głębokie”). Rozkazem dowódcy batalionu „Podświle” Nr 192 z dnia 24 grudnia 1937 r. został zaszeregowany pod względem wymiaru dodatku służbowego do kategorii „A”, jako dowódca kompanii k.m. w Podświlu. W styczniu 1938 r. został członkiem batalionowej komisji do rozpatrywania wniosków o nadanie Odznaki KOP „Za służbę graniczną”. Dowódca Korpusu Ochrony Pogranicza rozkazem z dnia 28 maja 1938 r. (rozkaz K.O.P. nr 25/38) nadał kapitanowi Józefowi Minkina Brązowy Medal za Długoletnią Służbę. W dniach od 13 do 15 czerwca 1938 roku przebywał na zawodach strzeleckich w pułku KOP „Głębokie”. W dniu 16 października 1938 r. dowodził w garnizonie Podświle uroczystościami zorganizowanymi z okazji święta KOP. Na mocy rozkazu wydanego przez Dowódcę KOP (rozkaz L. dz. 556/tjn. Pers. I/39 ogłoszony w rozkazie dziennym batalionu „Podświle” Nr 17 z dnia 26 stycznia 1939 r.) został przeniesiony z kompanii karabinów maszynowych na stanowisko dowódcy 2 kompanii granicznej KOP „Prozoroki”. Z tego też powodu, z dniem 30 stycznia 1939 roku, dowódca batalionu przerwał udzielony mu urlop wypoczynkowy. Nowe stanowisko objął z dniem 28 lutego 1939 roku, natomiast dowództwo kompanii k.m. zdał w dniu 18 lutego 1939 roku. Na dzień 23 marca 1939 r. nadal piastował funkcję dowódcy 2 kompanii granicznej batalionu „Podświle”, zajmując w tym czasie 279. lokatę wśród kapitanów piechoty ze swojego starszeństwa.

## Kampania wrześniowa
Na wrześniowe szlaki wyruszył na czele 4 kompanii piechoty II batalionu 3 pułku piechoty KOP (II batalion 3 pp KOP zmobilizowany został przez batalion KOP „Podświle”). Ze swym oddziałem walczył na Wołyniu, udało mu się uniknąć niewoli – odłączył się od swej jednostki w trakcie walk toczonych z wojskami radzieckimi w pobliżu wsi Nawóz.

## Działalność w konspiracji
Podczas okupacji działał w konspiracji – w łódzkich strukturach Związku Walki Zbrojnej (używał pseudonimów: „Butrym”, „Granit” i „Jedynak”). Został zdradzony, a następnie w dniu 22 czerwca 1941 r. aresztowany przez gestapo w Tomaszowie Mazowieckim. Początkowo był przetrzymywany i torturowany w areszcie śledczym gestapo przy ulicy Zapiecek w Tomaszowie Mazowieckim. W późniejszym okresie został przetransportowany do więzienia Moabit w Berlinie i zamordowany w lipcu 1941 r. podczas przesłuchania.

## Ordery i odznaczenia
- Krzyż Srebrny Orderu Wojskowego Virtuti Militari[11]
- Srebrny Krzyż Zasługi[22]
- Medal Pamiątkowy za Wojnę 1918–1921 „Polska Swemu Obrońcy”[24]
- Medal Dziesięciolecia Odzyskanej Niepodległości[24]
- Brązowy Medal za Długoletnią Służbę[f]
- Odznaka Pamiątkowa 28 pułku piechoty[24]

25 kwietnia 1933 Komitet Krzyża i Medalu Niepodległości odrzucił wniosek o nadanie mu tego odznaczenia „z powodu braku pracy niepodległościowej”.